# 堀辰雄
堀 辰雄（ほり たつお、1904年（明治37年）12月28日 - 1953年（昭和28年）5月28日）は、日本の小説家。
それまで私小説的となっていた日本の小説の流れの中に、意識的にフィクションによる「作りもの」としてのロマン（西洋流の小説）という文学形式を確立しようとした。フランス文学の心理主義を積極的に取り入れ、日本の古典や王朝女流文学にも新しい生命を見出し、それらを融合させることによって独自の文学世界を創造した。肺結核を病み、長野県軽井沢に度々療養、当地を舞台にした作品を多く残し、晩年には終の住処とした。
戦時下の不安な時代に、時流に安易に迎合しない堀の作風は、後進の世代の立原道造、中村真一郎、福永武彦、丸岡明などから支持され、彼らは堀の弟子のような存在として知られている。戦争末期からは結核の症状が悪化し、戦後はほとんど作品の発表もできず、闘病生活を送り48歳で死去した。

## 生涯

### 幼少時代
1904年（明治37年）12月28日、東京府東京市麹町区麹町平河町5丁目2番地（現：東京都千代田区平河町2丁目13番）にて出生。実父・堀浜之助は広島藩の士族で、維新後上京、東京地方裁判所の監督書記を務めていた。母・西村志気は、東京の町家の娘。「辰雄」という名前は、辰年生まれにちなんで命名された。浜之助には国許の広島に妻・こうがいたが病身で子がなく、辰雄は堀家の嫡男として届けられ、母・志気も堀家で同居する。1906年（明治39年）、正妻・こうが上京することになったため、産んだ子を手放したくない志気は2歳の辰雄を連れて堀家を家出し、本所区向島小梅町（現：墨田区向島1丁目）の妹夫婦の家へ移る。それからほどなく実父・浜之助は脳を患った。1908年（明治41年）、辰雄4歳の時、母・志気は向島須崎町の彫金師・上條松吉（寿則と号した）に嫁いだ。
辰雄の母も養父も、江戸っ子肌のさっぱりした気性であったため、子のことで一度も悶着することもなく、誰の目にも本当の親子と見られ、辰雄も養父・松吉のことを実の父親と信じ、父が死ぬ日までそれを疑ったことがなかった。なお、実父の堀浜之助は、1910年（明治43年）4月に死去した。その妻・こうも1914年（大正3年）に死去し、以後、浜之助の恩給は辰雄が成年に達するまで受給されることになった。母・志気はこのお金を辰雄の学費として貯えた。

### 数学少年の文学開眼
1917年（大正6年）3月に牛島小学校（現：小梅小学校）卒業後、東京府立第三中学校（現：東京都立両国高等学校・附属中学校）へ進み、4年修了で、1921年（大正10年）4月に第一高等学校理科乙類（ドイツ語）へ入学。初めて親元を離れて寄宿舎へ入った。神西清と知り合い、終生の友人となる。中学時代、数学が好きで未来の数学者を夢見ていた辰雄を、文学の方へ手引きし、目覚めさせたのも神西であった。また、同期には、小林秀雄、深田久弥、笠原健治郎らがいた。入学の夏には、かねてから近所で親しくしていた国文学者の内海弘蔵一家が避暑地として滞在している千葉県君津郡竹岡村（現：富津市）を訪ねた。この夏の体験から、のちに「甘栗」、「麦藁帽子」が生み出される。この年の11月に神西の雑誌『蒼穹』に「清く寂しく」を発表した。
高校在学中の1923年（大正12年）1月に神西清から教えられて萩原朔太郎の第二詩集『青猫』を耽読し、詩の魅力を知る。5月には三中の校長の広瀬雄から室生犀星を紹介され、8月に室生と共に初めて軽井沢へ行く。しかし9月1日の関東大震災で隅田川に避難し、辰雄は九死に一生を得たものの、母親は水死。50歳であった。辰雄は避難先の南葛飾郡四ツ木村（現：葛飾区）に養父と仮寓。10月、罹災後、室生が故郷の金沢へ引きあげる直前に、芥川龍之介を紹介された。震災で隅田川を泳ぎ、母を数日間探し回った辰雄は身体の疲労と母の死のショックの影響で、冬には肋膜炎に罹り休学。この運命的な波乱の年の一連の経験が、その後の堀辰雄の文学を形作った。
1924年（大正13年）4月に本所区向島小梅町2-1（現：墨田区向島1丁目）の焼け跡に家を建てて養父と共に移る。7月、辰雄は金沢の室生を訪ねた帰途に、軽井沢の芥川のところへ寄り、芥川の恋人である片山広子（筆名・松村みね子）や、その娘・総子（筆名：宗瑛）と知り合い、総子に恋心を抱く。辰雄はこの年、一高の『校友会雑誌』にエッセイ「快適主義」や詩を投稿しているが、そこには前年の苦しい体験を、「快適」なものに逆転させようとする意志が垣間見られる。

### 芥川龍之介の死と『聖家族』
1925年（大正14年）4月に東京帝国大学文学部国文科に入学。室生犀星宅で中野重治や窪川鶴次郎たちと知り合うかたわら、小林秀雄や永井龍男らの同人誌『山繭』に「甘栗」を発表する。中野や窪川らと駒込神明町（現：文京区本駒込）動坂のカフェ「紅緑」（こうろく）に集まり、当時女給をしていた佐多稲子ともこの頃知り合う。また、7月から9月上旬まで軽井沢に部屋を借り、芥川龍之介や萩原朔太郎、小穴隆一、佐佐木茂索らに随伴し熊野皇大神社や峠、古い駅などをドライブで見て廻った。この夏には、スタンダールやアンドレ・ジッドなどの作品を多く読んだ。1926年（大正15年）4月に中野や窪川、平木二六、西沢隆二、宮木喜久雄らと同人誌『驢馬』を創刊。芸術派とプロレタリア文学派という戦前昭和時代の文学を代表する流れとのつながりをもった。堀の作品がもつ独特の雰囲気は、これらの同人の影響によるところもあり、「水族館」などモダニズムの影響を色濃くもった作品もある。9月に神西清、吉村鉄太郎（片山広子の息子・片山達吉）、青木晋（竹山道雄）らと同人誌『箒』（のち『虹』と改題）を創刊し、その後『山繭』と合流。
1927年（昭和2年）2月、ラディゲなどの影響を受け、片山総子をモデルにした処女作「ルウベンスの偽画」の初稿を同人誌『山繭』に発表。7月24日には芥川龍之介が自殺し、大きなショックを受ける。絶望的な精神状態のまま、9月に芥川の甥・葛巻義敏と共に『芥川龍之介全集』の編纂に従事する。1928年（昭和3年）1月、心身の疲労がたたり、風邪から再び重い肋膜炎を患い死に瀕する。4月まで大学を休学し、湯河原で静養し、8月末から10日ほど軽井沢へ行く。1929年（昭和4年）1月に「ルウベンスの偽画」の改稿を『創作月刊』に発表した後、2月にコクトーの『大胯びらき』の影響を受けた「不器用な天使」を雑誌『文藝春秋』に発表。3月の卒業論文は、「芥川龍之介論」だった。4月に翻訳の『コクトオ抄』を刊行した。10月に犬養健、川端康成、横光利一らと同人誌『文學』（第一書房刊）を創刊。
1930年（昭和5年）5月に「ルウベンスの偽画」の完成稿を『作品』創刊号に発表後、7月に初めての作品集『不器用な天使』を刊行。この頃、川端康成と一緒に浅草のカジノ・フォーリーに見物に行ったりし、川端と親交を持つようになった。7、8月と2度軽井沢に滞在し、11月に、芥川の死をモチーフに、この頃の身辺体験を描いた「聖家族」を雑誌『改造』に発表し、文壇で高い評価を受けた。脱稿後の秋に喀血し、自宅療養中の病臥でマルセル・プルーストの『失われた時を求めて』を読み始める。「プルースト体験」の影響は、この時期に書かれた「本所」（のち「水のほとり」、「墓畔の家」、「向島」に改題）や、その後発表される「花を持てる女」や「幼年時代」などに、子供時代への遡行が表われ、震災で失った母への鎮魂や、人生の切実な問題として母の不在に対する嘆きがある。
堀の病状は好転せず、1931年（昭和6年）4月から3か月間、長野県八ヶ岳山麓の富士見高原療養所へ転地療養した。8月中旬から10月上旬まで軽井沢に滞在し、「恢復期」を書いて12月に『改造』に発表。帰京後も絶対安静となる。このように病に伏せることが多かった堀が、プルースト、ジェイムズ・ジョイスなど、当時のヨーロッパの先端的な文学に触れていったことも、作品を深めていくのに役立った。

### 矢野綾子との出会いと『風立ちぬ』
1932年（昭和7年）1月に「燃ゆる頬」を雑誌『文藝春秋』に発表後、7月末から9月初めまで軽井沢に滞在。8月に「プルウスト雑記」を『新潮』や『作品』に、9月には「麦藁帽子」を『日本国民』に発表。だが、その作品も本格的なロマン（長編小説）には発展しなかった。12月末に神戸に行き、竹中郁を訪ねた。
1933年（昭和8年）に季刊雑誌『四季』（二冊で終刊）を創刊。片山総子との別離や心身の疲労を癒すため、6月初めから9月まで軽井沢の「つるや旅館」に滞在し、作品執筆に入る。その村で7月に、油絵を描いていた少女・矢野綾子（北多摩郡砧村大字喜多見成城（現：世田谷区成城）在住）と知り合う。この時期の軽井沢での体験を書いた中編小説『美しい村』の「夏」の章（『文藝春秋』に発表）で、綾子との出会いが描かれ、これまでの様々な人との別れの悲劇を乗り切る。この作品は『聖家族』以後の堀の人生の要約として読むことができる。この年の秋、一高生の立原道造が向島の堀宅を訪問し立原と知り合う。立原と堀は似通った境遇や環境で育っていた。
1934年（昭和9年）5月、リルケの『マルテの手記』などを読み始め、リルケやモーリアックの作品に親しみ出す。9月、綾子と婚約する。モーリアック体験を経て、10月に長野県北佐久郡西長倉村大字追分（現：北佐久郡軽井沢町大字追分。堀は終生この地を「信濃追分」と呼んでいた）の油屋旅館で「物語の女」を書き上げ、続編の構想も練るが停滞する。綾子もまた肺を病んでいたために、翌年1935年（昭和10年）7月に富士見高原療養所に2人で入院したが、病状が悪化した綾子は12月6日に死去した。この体験が、堀の代表作として知られる『風立ちぬ』の題材となり、1936年（昭和11年）から1937年（昭和12年）にわたって執筆された。この『風立ちぬ』では、ポール・ヴァレリーの「海辺の墓地」を引用している。

### 日本古典への傾倒と「鎮魂」
1937年（昭和12年）の春を迎え、張りつめていた気持ちが緩み、「何かいひしれぬ空虚」に襲われた堀は、それから脱するために、ひたすら日本の美しさに心を向け出し、少年時代に愛読していた『更級日記』や『伊勢物語』、リルケ体験から結びついた王朝文学へ傾倒する。6月に初めて京都へ旅行し、百万辺の竜見院に滞在した。7月から油屋旅館に滞在する。11月に堀は、前年に室生犀星宅で知り合った折口信夫から日本の古典文学の手ほどきを受け、王朝文学に題材を得た『かげろふの日記』を追分油屋旅館で書き上げた。書き上げた直後、旅館が全焼したが、堀は前述作の原稿郵送のため追分から軽井沢の郵便局に移動中であったため難を逃れた。旅館が全焼したために、年末は軽井沢の川端康成の別荘を借り、『風立ちぬ』の終章「死のかげの谷」も書き上げた。この年、油屋旅館に6月から弟と避暑に来ていた加藤多恵子（加藤多恵）と知り合った。
1938年（昭和13年）1月に帰京したが、2月に友人達を訪ねるために鎌倉に出かけた。神西清宅から至近の深田久弥の家を訪ね北畠八穂を見舞った際、深田宅の門前で吐血し深田宅に駆け込んだ。しばらく深田宅にて療養したのち、神奈川県鎌倉郡鎌倉町（現：鎌倉市）の額田病院に入院し、3月末に退院した。深田宅にいる間に、加藤多恵子が見舞いに訪れている。堀や周囲の人間は、婚約していた加藤多恵子とは破談になるだろうと考えたが、多恵子は今こそ堀には自分が必要だと考えたとされる。二人は室生犀星夫妻の媒酌により4月に結婚した。夏は旧軽銀座のつるや旅館に滞在して探した貸別荘を借りて過ごした。10月に逗子の山下亀三郎（亀三郎次男の山下三郎）の別邸に移ったが、山下家側の事情により6カ月後の翌年3月、鎌倉の小町の笠原宅二階に借家して転居した。この間、同年5月に向島に住む養父の松吉が倒れ、堀夫婦が一か月ほど看病し一旦小康を得たが、松吉は12月15日に死去した。
1939年（昭和14年）2月に『かげろふの日記』の続編「ほととぎす」を『文藝春秋』に発表。3月29日に立原道造が結核のため中野区江古田の療養所で死去した。24歳だった。堀は立原を弟のように思っており、立原も堀を兄のように思い、慕っていた。5月に神西清と奈良へ旅行。1940年（昭和15年）6月に「魂を鎮める歌」（のち「伊勢物語など」に改題）を発表した。この作品は『万葉集』などからリルケの『ドイノの悲歌』にも結びつけられ、「人々の魂の清安をもたらす、何かレクヰエム的な、心にしみ入るやうなものが、一切のよき文学の底には厳としてあるべきだ」という信念の元で執筆され、堀の内部で折口信夫とリルケとが重ねあわされている。夏は軽井沢の別荘を借りて過ごし、10月に鎌倉へ帰っている。

### ロマン『菜穂子』成立
1941年（昭和16年）1月、初のロマン（長編小説）となる「菜穂子」（「物語の女」の続編）を『中央公論』に発表。既婚女性の家庭の中での自立を描く作品にも才能を発揮し、「物語の女」の続編の構想は7年ぶりに結実した。長編『菜穂子』は第1回中央公論社文芸賞を受賞した。登場人物「都築明」のモデルは立原道造も重ねられている。10月に大和へ旅行。古寺を見て廻り、天平時代の小説の構想を練るが成功せず、「曠野」の構想を得て帰京し、12月に再訪。倉敷の大原美術館へも行き、グレコの『受胎告知』を見て、月末に「曠野」を『改造』に発表する。1942年（昭和17年）8月に随筆「花を持てる女」を『文学界』に発表。
『菜穂子』の前編でもある「楡の家」（元「物語の女」）、『かげろふの日記』、『ほととぎす』、『曠野』などの王朝女流風小説は、リルケの「恋する女たちの永遠の姿」を追究したものと、折口学の深い影響が読み取れる。
同年、旧軽井沢・釜の沢のアメリカ人所有の別荘が売りに出された。この別荘を気に入っていた堀夫妻は、川端康成に借金して6月に購入した。以降毎年、夏の間はここに滞在した。この建物は軽井沢高原文庫に移築保存されている。

### 「信濃・大和」への思い
1943年（昭和18年）1月に、『菜穂子』の構想の一部であった「ふるさとびと」を『新潮』に発表。登場人物に亡き母のイメージを重ね、東京の下町ではなく、信濃追分を「ふるさと」にしようという志向が表れている。一方、8月まで雑誌『婦人公論』に、それまで6回訪れた大和旅行を随筆的にまとめた「大和路・信濃路」を連載し、大和への思慕を綴る。この大和への関心にも、折口信夫の影響が顕著に見受けられ、「日本に仏教が渡来してきて、その新らしい宗教に次第に追ひやられながら、遠い田舎のはうへと流浪の旅をつづけ出す、古代の小さな神々の侘びしいうしろ姿を一つの物語に描いてみたい」という小説の抱負も語っているが、これは実現しなかった。
1944年（昭和19年）1月に「樹下」を『文藝』に発表、同月下旬に森達郎と疎開先の家を探しに追分へ行く。帰京後に喀血し、絶対安静の状態が続き、9月に追分に借りた油屋旅館の隣の家へ移った。1945年（昭和20年）、療養に専念しながら、日本の古典への関心を示し、新たな小説の創作意欲を持つ。1946年（昭和21年）3月に「雪の上の足跡」を『新潮』に発表。それ以降は、病臥生活に入る。「ふるさとびと」を発展させたものを書きたいという抱負を持っていたが、果たせないままとなった。
1947年（昭和22年）2月に一時重篤状態となる。1949年（昭和24年）、川端康成や神西清の配慮で、旧作が再刊される。1950年（昭和25年）、自選の『堀辰雄作品集』が第4回毎日出版文化賞を受賞。1951年（昭和26年）7月に追分に建てた15坪の新居に移った。
1953年（昭和28年）5月、病状が悪化した。新居の書庫が完成したが、床から立ち上がることができず、堀は手鏡を使って完成した書庫を眺めた。その10日後、28日午前1時40分に多恵子に看取られ死去した。48歳没。
30日に追分の自宅で仮葬され、6月3日に東京都港区芝公園（現：港区芝公園四丁目）の増上寺で、川端康成を葬儀委員長として告別式が執行された。翌々年の1955年（昭和30年）5月28日に多磨霊園に墓碑が建てられ、納骨された。

## 死後出版の全集
『堀辰雄全集』は、友人の神西清や弟子たちの尽力で1954年（昭和29年）3月から1957年（昭和32年）5月にかけて新潮社より全7巻が刊行された。新版は1964年（昭和39年）に出された。神西没後は川端康成の尽力で角川書店より、書簡を大幅に加えた全10巻が1963年（昭和38年）10月から1966年（昭和41年）5月にかけて刊行（限定版もあり）された。次に筑摩書房より、新たな書簡資料を発掘し厳密な校訂を加え出された全11冊（本巻8巻と別巻2巻、第7巻は上下2冊で計11冊）が1977年（昭和52年）5月から1980年（昭和55年）10月にかけて刊行された。この全集は1996年（平成8年）から1997年（平成9年）にかけて再刊された。
妻の多恵も「堀多恵子」の名前で夫に関する随筆を多く書き、2010年（平成22年）4月16日に96歳で死去した。

## おもな作品
- ルウベンスの偽画（1927年）
- 不器用な天使（1929年）
- 聖家族（1930年）
- 燃ゆる頬（1932年）
- 麦藁帽子（1932年）
- 美しい村（1933年）
- 鳥料理（1934年）
- 物語の女（1934年）
- 更級日記など（1936年）
- ヴェランダにて（1936年）
- 風立ちぬ（1936-1937年）
- かげろふの日記（1937年）
- 幼年時代（1938年）
- 菜穂子（1941年）
- 曠野（1941年）
- 花を持てる女（1942年）
- ふるさとびと（1943年）
- 大和路・信濃路（1943年）
- 雪の上の足跡（1946年）

## 著書
- 不器用な天使 新鋭文学叢書 改造社 1930
- 聖家族 江川書房 1932
- 麦藁帽子 四季社 1933
- ルウベンスの偽画 江川書房 1933
- 美しい村 野田書房 1934
- 物語の女 山本書店 1934
- 聖家族 野田書房 1936
- 狐の手套 野田書房 1936
- 贋救世主アンフィオン 野田書房 1936
- 風立ちぬ 新選純文学叢書 新潮社 1937
- 雉子日記 野田書房 1937
- 風立ちぬ 野田書房 1938
- かげろふの日記 創元社 1939
- 燃ゆる頬 新潮社 1939 のち文庫
- 晩夏 甲鳥書林 1941
- 菜穂子 創元社 1941 のち角川文庫、岩波文庫
- 幼年時代 青磁社 1942 のち角川文庫
- 曠野 養徳社 1944
- 花あしび 青磁社 1946
- 絵はがき 角川書店 1946
- 雉子日記 1948 (新潮文庫)
- 堀辰雄作品集 全6巻 角川書店 1948-1950
- あひびき 文芸春秋新社 1949
- 牧歌 早川書房 1949
- 風立ちぬ・美しい村 新潮文庫 1951。岩波文庫も
- 雪の上の足跡 新潮文庫 1951
- 聖家族・美しい村 角川文庫1952
- かげろふの日記・曠野 角川文庫 1952。新潮文庫も
- 花を持てる女 1953 (三笠文庫)
- 大和路・信濃路 人文書院 1954。のち新潮文庫、角川文庫
- 堀辰雄全集 全7巻 新潮社 1954-1957
- 幼年時代・晩夏 新潮文庫 1955
- 妻への手紙 堀多恵子編 新潮社 1959。のち文庫
- 堀辰雄全集 全10巻 角川書店 1963-1966
- 杜甫詩ノオト 内山知也編 木耳社 1975
- 堀辰雄全集 全8巻別巻2 筑摩書房 1977-1980
- 「菜穂子」創作ノオト及び覚書 麦書房 1978.8

## 翻訳
- コクトオ抄 現代の芸術と批評叢書 厚生閣書店 1929
- アムステルダムの水夫 アポリネエル 山本書店 1936 (山本文庫)

## 顕彰施設
- 堀辰雄文学記念館（長野県軽井沢町）
- 軽井沢高原文庫（長野県軽井沢町）

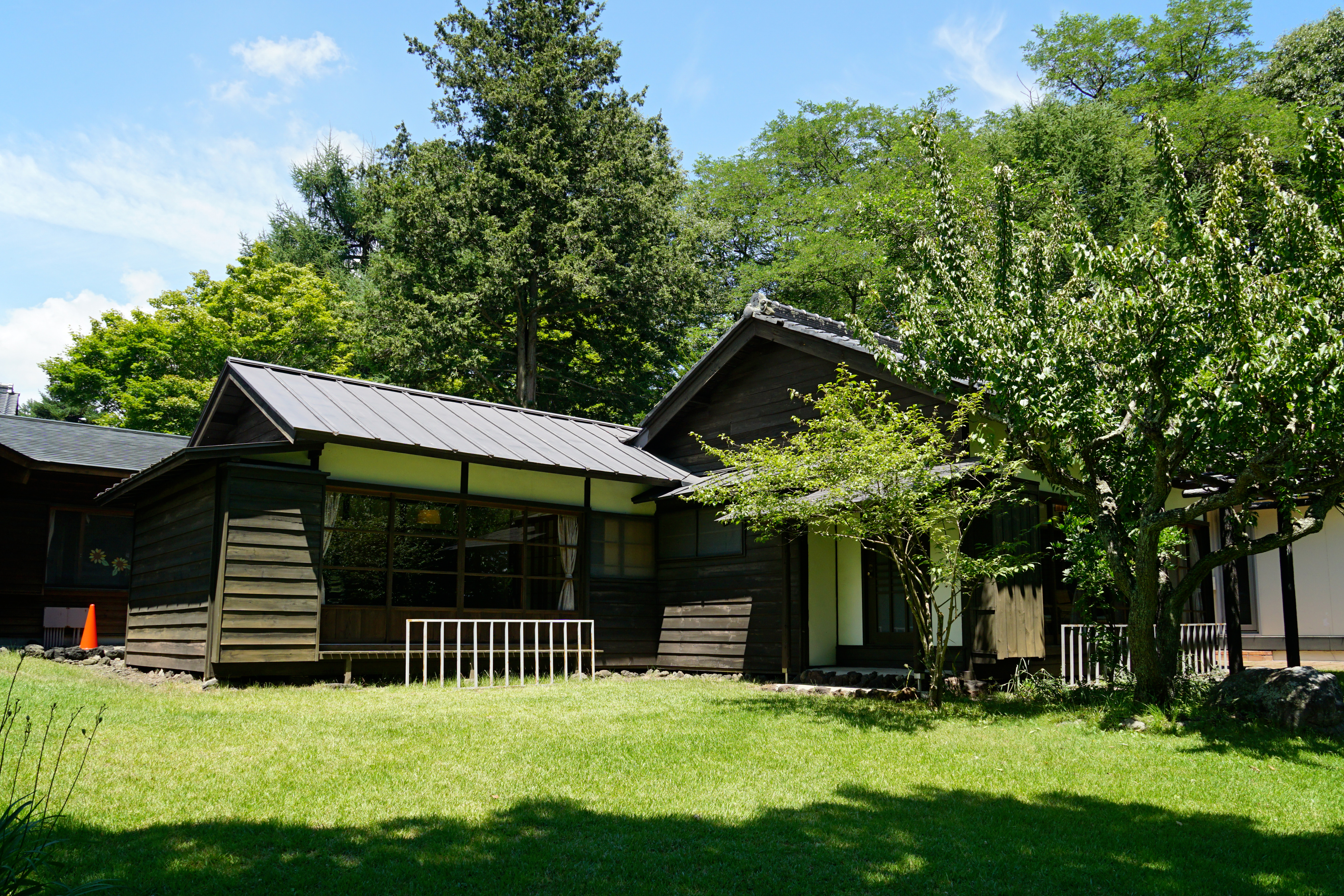
堀辰雄文学記念館

- 富士見町高原のミュージアム(長野県諏訪郡富士見町)